# Atika Shubert
Atika Shubert (n. 19??) es una periodista de CNN y se convirtió en corresponsal de esta cadena televisiva en Londres desde 2008.
Antes de trabajar para CNN, fue corresponsal de The Washington Post y The New Zealand Herald en Indonesia gracias a la fluidez con la que domina el inglés.

## Carrera periodística
Esta periodista comenzó a trabajar en CNN en el 2000 como reportera de la oficina de CNN Yakarta, y fue nombrada para el cargo de corresponsal en Tokio en 2004. Durante sus reportajes como periodista en Tokio, Shubert cubrió una serie de noticias importantes en Japón, entre las cuales está el despliegue polémico de las Fuerzas de Autodefensa de Japón, la situación de los rehenes japoneses en Irak y el veredicto de Shoko Asahara (autor intelectual del ataque con gas sarin en Tokio 1995). En el verano de 2005, Shubert informó en directo desde Hiroshima, en la conmemoración del 60 aniversario del bombardeo atómico de Hiroshima 1945, especial de CNN. También informó sobre la tensión nuclear en la península de Corea en 2006, después que Corea del Norte haga sus pruebas con armas nucleares.
Shubert fue uno de los primeros periodistas en informar sobre el terremoto en el océano Índico y el famoso maremoto resultante en banda Aceh, indonesia. 
También en Indonesia, Shubert ha cubierto una serie importante de nuevos eventos que incluyeron los atentados de 2002 en Bali, la caída del presidente indonesio Wahid Abdurrahman y la inauguración de la presidenta Megawati Sukarnoputri, la transición de Timor Oriental a la independencia, el resurgimiento del movimiento separatistas Aceh Libre, en los conflictos religiosos de la ciudad de Ambon y la caída del expresidente indonesio Suharto y el movimiento resultante de reforma. 
Shubert participó como periodista referencia en el veredicto Schapelle Corby en Bali. Shubert ha contribuido también los informes de las Filipinas y Singapur.